# 이라우두 아니시우 고메스
이라우두 아니시우 고메스(포르투갈어: Eraldo Anício Gomes, 1982년 4월 1일, 코로네우 파브리시아누) 또는 이라우두는 브라질의 축구 선수이다. K리그 등록명은 고메스이다.